# Cacá (futebolista)
Lucas de Deus Santos, mais conhecido como Cacá (Belo Horizonte, 9 de outubro de 1982), é um ex-futebolista brasileiro que atuava como meio-campista.

## Carreira
Cacá foi revelado pelas categorias de base do Minas Gerais em 1999. Nesse ano foi convocado pela Seleção Brasileira para disputar a Copa do Mundo de Futebol Sub-17, aonde se sagrou campeão.
No ano 2000, a jovem promessa fez a sua estréia pelos profissionais pelo Atlético Mineiro, porém teve poucas oportunidades de atuar.
Foi emprestado ao Sport e ao MSV Duisburg da Alemanha, retornando ao "Galo Mineiro" em 2004. Após uma breve passagem pelo CRB em 2005, o jogador foi contratado pelo AaB Fodbold do futebol dinamarquês, aonde jogou por 4 temporadas. Em 2009 se transferiu para o Odense BK, também da Dinamarca aonde permaneceu por um ano e meio. Em janeiro de 2011 se transferiu para o União de Leiria de Portugal.
Para a temporada de 2013 Cacá atuou no primeiro semestre no Operário-PR, no segundo reforçou o time do Marcílio Dias na Série D do Campeonato Brasileiro. Na sequência da temporada de 2013 e antes mesmo de finalizar a competição estadual pelo Marcílio Dias, Cacá foi anunciado como reforço do Caxias para a Série C do Campeonato Brasileiro.
Contratado para 2014 pelo Comercial-SP.
Acertou com o Santo André após os término do Paulistão, foi emprestado ao São Caetano, até o final de 2014.

## Família
Cacá é irmão mais novo do também futebolista Dedê, que atua no Eskişehirspor da Turquia, e de Leandro, que se encontra aposentado.

## Títulos
AaB Fodbold
- Campeonato Dinamarquês: 2007-08

Santo André
- Campeonato Paulista Série A2: 2016